# Коварство
Кова́рство — качество человека; лукавство, склонность к хитрым и злым умыслам и поступкам, прикрытым внешней доброжелательностью; поступки, поведение, характеризующиеся такими умыслами. Коварство несёт опасность, даже при общении, и не позволяет сразу установить наличие скрытых враждебных намерений, которые позже неожиданно проявляются. Другими словами, коварство — это то, что делает такой человек.

## Происхождение понятия
Существительное «коварство» произошло от глагола «ковать». У древних славян кузнечное дело окутывалось непонятным, связывалось с таинством. Первоначально «коварство» означало мудрость, умение. Кузнец (варианты: «коварь», сербо-лужицкий «ковач» и украинский «коваль») куёт ковы, вязи, пута. Строить ковы означало и строить козни, крамолы. Вязать пута — опутывать. И в то же время сравните с выражениями «ковать свою судьбу», «ковать своё счастье». Со временем кова́рство стало обозначать не только ко́варство, но и некий двуличный замысел. Заимств. из ст.-сл. яз., где коварьный — суф. производное от коварь "коварный человек" < "искусный, хитроумный, хитрый человек" < "кузнец" (от ковати "ковать"). Ср. др.-рус. ковати ковы "замышлять зло, строить козни".

## В искусстве
В литературе и искусстве зачастую присутствуют коварные персонажи. Например, Яго в трагедии Шекспира «Отелло».
- «Коварство и любовь» — пьеса Шиллера, 1783 год.
- «Притворство и коварство» — криминальная драма Джейсон Хрено.
- «Коварство славы» — французский фильм Мишеля Блана 1996 года.
- «Коварство и любовь» — музыкальный альбом рок-группы Агата Кристи.